# Шульман, Леонид Маркович
Леонид Маркович Шу́льман (21 декабря 1936, Киев — 5 октября 2007, там же) — советский и украинский астрофизик, публицист. Специалист в области физики комет. Доктор физико-математичних наук.
Основные труды касаются теоретической астрофизики. Л. М. Шульман написал цикл работ о теории ядер и атмосфер комет и кометной эволюции.
В честь Леонида Шульмана и его жены, астронома Галины Кириловны Назарчук, малая планета № 4187 была названа Шульназария.

## Биография
Отец — офицер Красной Армии Марк Шульман, мать — телефонистка Октябрьской больницы Киева Евгения Сорока.
В 1959 году окончил Киевский университет (физический факультет, кафедра астрономии).
С 1958 по 1961 год работал лектором в Киевском планетарии.
Учился в аспирантуре у Д. А. Франк-Каменецкого, кандидатская диссертация посвящена радиовсплескам III типа на Солнце. Работал в теоретической группе отдела астрофизики Главной астрономической обсерватории НАН Украины.
В 70-е годы сформулировал новое направление в астрономии — астрофизику твердого тела, разработал основы теории формирования пыли в нейтральных атмосферах комет и в горячих атмосферах сверхгигантов.
1983—1993 — заведовал отделом экспериментальной астрофизики ГАО НАН Украины. Создал школу кометной физики в ГАО.
В 1990 году получил премию имени Ф. А. Бредихина за монографию «Ядра комет».
В 1989 г. был одним из организаторов «Народного Руха Украины за перестройку», вышел из него в 1991 году.
Скончался на 71-м году жизни 5 октября 2007 года.

## Публицикации
- Леонид Маркович Шульман. Динамика кометных атмосфер. Нейтральный газ. — Киев: Наукова Думка, 1972.
- Леонид Маркович Шульман. Ионно-молекулярные кластеры в ядрах комет. — Киев: ИТФ, 1981.
- Леонид Маркович Шульман. Ядра комет. — Москва: Наука, 1987.

## Публицистика
- Відтінки помаранчевого кольору або чому змовкла «Чесна хвиля». Статья Л. М. Шульмана на портале maidan.org.ua
- Борги доводиться повертати. Статья Л. М. Шульмана на портале maidan.org.ua (недоступная ссылка)